# Рейнджер-6
Рейнджер-6 (англ. Ranger 6) — американская автоматическая межпланетная станция, запущенная 30 января 1964 года по программе «Рейнджер». В общей сложности аппарат имел 6 телевизионных камер. Целью полёта «Рейнджера-6» было передача чётких фотографий лунной поверхности в последние минуты полёта перед жёсткой посадкой. Никаких других экспериментов программой полёта не подразумевалось.
Запуск аппарата считается неудачным, причина тому — выход из строя телевизионного оборудования. Продолжительность полёта аппарата — 63 часа и 35 минут.

## Устройство

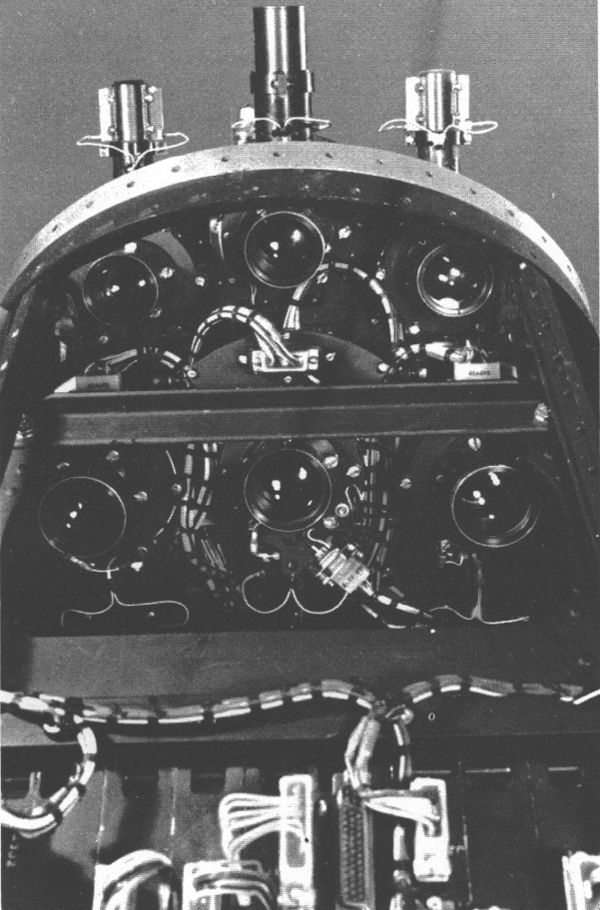
Телевизионные камеры «Рейнджера-6».

«Рейнджер-6» имел много общего со своими предшественниками. Основное отличие — вместо капсулы и приборного контейнера с тормозным двигателем установлены 2 комплекта телевизионных камер с автономными источниками питания, временными и программными устройствами. Кроме того, корпус аппарата изготовлен из магниевого сплава; бортовые устройства аппаратов, управляющие работой связного оборудования, как правило, дублированы или предусмотрена возможность управления работой связного оборудования по командам с Земли; установлены более совершенная корректирующая двигательная установка, дублирующий комплект управляющих реактивных сопел с баллоном сжатого азота и второй аккумулятор ёмкостью 1200 Вт·час; изменена форма панелей с солнечными элементами, что позволило без увеличения веса разместить большее число солнечных элементов и увеличить мощность со 150 до 175 Вт.
Суммарная масса аппарата составляет 381 кг. Высота аппарата — 3,12 метров, размах развёрнутых солнечных батарей составляет 5,18 метров.
Аппарат питается от 2 панелей солнечных батарей общей площадью 2,267 м² с 9,792 ячейками фотоэлектрических элементов суммарной мощностью 240 Вт. Электроэнергия накапливается в 2 серебряно-цинковых аккумуляторах ёмкостью 1000 Вт·час каждый. Аккумуляторы способны обеспечивать работу систем аппарата в течение 9 часов. Суммарный вес аккумуляторов — 55,9 кг.
Система ориентации включает 6 датчиков, направленных на Солнце, и 3 датчика, направленных в сторону Земли. В систему входят 3 гироскопа и 2 комплекта по 6 управляющих реактивных сопел, работающих на сжатом азоте.

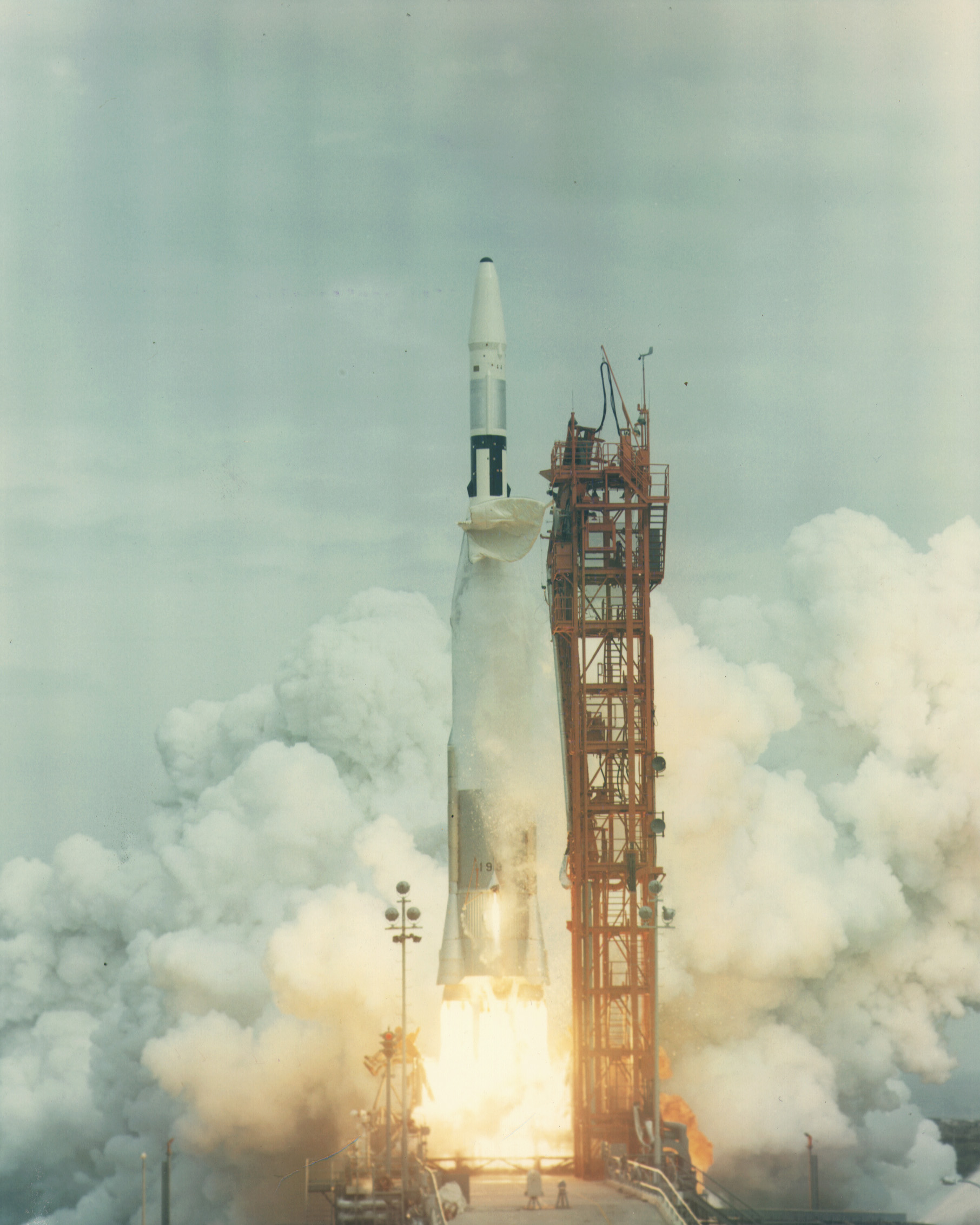
Запуск ракеты-носителя Атлас-Аджена B c «Рейнджером-6» на борту, 30 января 1964 года.

Система связи для передачи телевизионных изображений использует 2 передатчика мощностью по 60 Вт. Для приёма команд и передачи телеметрической информации использовался 8-канальный приёмоответчик мощностью 3 Вт и частотой 960,58 Мгц. На аппарате смонтированы направленная антенна с высоким коэффициентом усиления и всенаправленная антенна с низким коэффициентом усиления.
Аппарат не проходил термическую и предстартовую стерилизацию, так как возможной причиной неудач предыдущих миссий является стерилизация, приведшая к повреждению систем аппаратов.

## Полёт
Запуск аппарата состоялся 30 января 1964 года с мыса Канаверал ракетой-носителем Атлас-Аджена B. Полет ракеты-носителя проходил по программе, близкой к расчетной. За 15 минут до падения аппарата на Луну со станции слежения была подана команда на включение телевизионных камер для их прогрева. Полученная на Земле телеметрическая информация показала, что команда была принята, однако никаких телевизионных изображений с аппарата не поступило. 2 февраля аппарат упал на Луну к востоку от Моря Спокойствия в точке с координатами 9°24′ с. ш. 21°30′ в. д. / 9,4° с. ш. 21,5° в. д., менее чем в 30 км от расчетного района падения.

### Причины неудачи
Для расследования причин отказа телевизионного оборудования была создана специальная комиссия НАСА, которая пришла к выводу, что наиболее вероятной причиной было самопроизвольное включение камер еще на атмосферном участке полета (то есть в момент запуска), произошедшее вследствие накопления заряда статического электричества или интенсивной вибрации, вызвавшей замыкание контакта реле в системе включения камер. Точную причину самопроизвольного включения камер установить так и не удалось.

## Интересные факты
- Наблюдение за падением «Рейнджера-6» вели тридцать две обсерватории, однако ни одной из них не удалось зарегистрировать ожидаемого пылевого облака в момент удара аппарата о лунную поверхность.

## Галерея

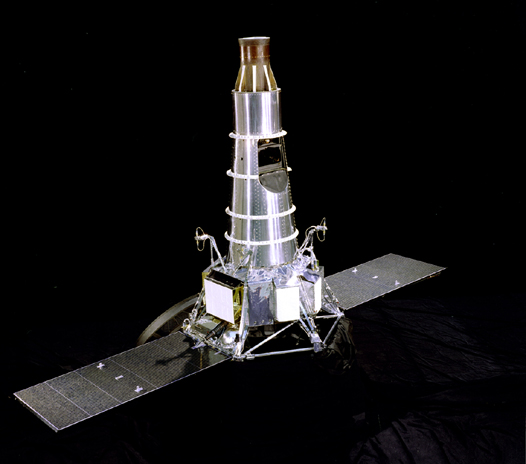
«Рейнджер-6»